# Sant’Anna Arresi
Sant’Anna Arresi település Olaszországban, Szardínia régióban, Carbonia-Iglesias megyében. Lakosainak száma 2612 fő (2023. január 1.). Sant’Anna Arresi Masainas és Teulada községekkel határos.

## Népesség
A település lakossága az elmúlt években az alábbi módon változott:
| Lakosok száma | 2738 | 2739 | 2612 |
|               | 2017 | 2018 | 2023 |